# Crypsiprora
Crypsiprora é um gênero de traça pertencente à família Arctiidae.